# Pandadroom
PandaDroom (en français, Le rêve du Panda) était une attraction du parc d'attractions néerlandais Efteling. 

## Présentation
PandaDroom était un cinéma en relief combiné à des effets spéciaux, dénommé également cinéma 4-D. L'attraction a été remplacée par Fabula.
L'attraction était située dans la section Anderrijk du parc. Appelé en français Royaume Alternatif ou encore Royaume de l'Étrange, il occupait la partie méridionale du parc. Cette partie est celle des mondes parallèles et mystérieux.
Le rêve du Panda a été inaugurée le 19 juin 2002 par le Prince Bernhard marque le cinquantième anniversaire du parc. Marieke van Doorn était initiatrice du projet et réalisa le thème. Michel den Dulk réalisa une partie de la file d'attente. Efteling est, quant à lui, le constructeur de l'attraction. La construction a duré six mois.
PandaDroom était un projet de coopération entre Efteling et le WWF. Le rêve du Panda conscientisait le public par son caractère éducatif.

## Déroulement de l'attraction

### Préshow
Après avoir franchi la file d'attente en adéquation au thème de l'attraction, les spectateurs reçoivent des lunettes 3D et entrent dans une grotte contenant des colonnes ressemblant à des arbres minéraux.
Les quinze minutes du show avant le spectacle principal (préshow) consistent en un film en 2D, projeté sur un triptyque d'écrans qui mettent en évidence les raisons de l'existence du WWF, accompagné par une bande son des musiques In This Together de Trijntje Oosterhuis, The Miracle de Queen et The Earthsong de Irena Filippova. Les textes illustrant les images d'accueil sont en néerlandais, français, anglais et allemand. Ensuite, viendront les images d'avertissements expliqués par des singes. Tout comme dans le spectacle principal, les visiteurs sont tenus de s'abstenir de manger, boire, filmer ou photographier. Enfin, ce sera au tour du petit diaporama animalier.

### Main show
Après le préshow, le spectateur arrive dans une grande salle de théâtre aux allures de grotte - mais un peu plus décorée que la précédente - pouvant accueillir 400 personnes assises. Sur un écran de neuf mètres sur vingt mètres, le film 3D du PandaDroom est diffusé grâce à deux projecteurs. Le film en images de synthèse dure douze minutes et emmène le visiteur vers le pôle Nord avec ses ours polaires, les océans avec sa tortue marine et son hippocampe et la forêt vierge avec ses singes et son boa.
Le film a été réalisé par MoveTRIX, une filiale de nWave Pictures. Celui-ci fut modifié avant d'être diffusé dans le parc car le WWF avait des exigences assez strictes quant à la manière de faire passer le message de protection de la nature. Au cours de ce spectacle principal, le public éprouve divers effets spéciaux : des senteurs, des éclaboussures mouillent les visages, le vent souffle et de la fumée monte. Mais l'effet le plus saisissant est le final : lorsque les assises des sièges sursautent, les spectateurs ont l'impression de se faire presque écraser par un arbre qui était suspendu à l'horizontal au plafond et qui descend grâce à six câbles. Cet arbre, créé par la société Stakebrand, pèse une tonne.

### Post show

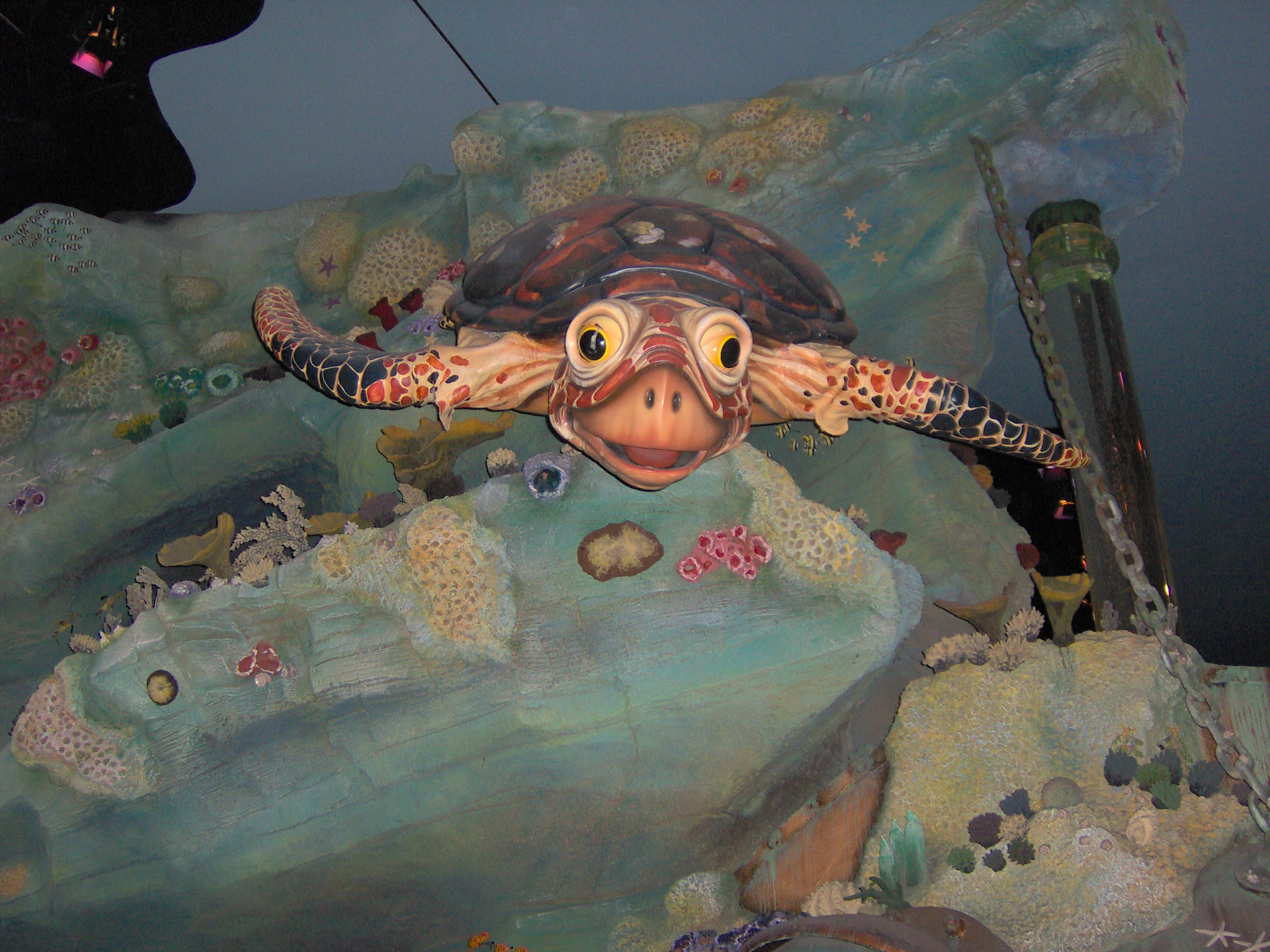
Animatronique de tortue marine dans les récifs.

Après le spectacle principal, le public débouche dans « le monde d'animal ». Cet espace couvert est une grande aire de jeu interactive qu'il faut explorer de fond en comble pour découvrir toutes ses cachettes. 
Les enfants peuvent grimper et escalader dans l'espace jungle, glisser du haut du toboggan dans l'espace de glace et ramper dans toutes sortes de couloirs dans la partie savane. Des vidéos et des écrans d'ordinateurs tactiles sont disséminés partout dans cet espace : dans l'igloo, dans le sous-marin, dans la termitière géante, le long des murs, etc. Quelques animatroniques de la société Oberon donnent vie à ce « monde animal ».
Il est également possible de créer une photo de son visage et d'en faire un morfing avec un des animaux héros du Main show que l'on peut envoyer sur son adresse e-mail. On peut également s'inscrire en tant que donateur du WWF à plusieurs stands.
Cette aire de jeux est complétée par le restaurant Octopus et par une boutique souvenir avec des produits WWF. Pour la thématique du restaurant, Efteling collabore avec la société néerlandaise JoraVision.

## Données techniques
- Budget d'Efteling : 16 millions d'euros (35 millions de florins).
- Participation du WWF : 7 millions d'euros (15 millions de florins).
- Capacité : 1 600 visiteurs par heure
- Superficie : 3 000 m2
- Nombre de personnes pour la production du film : 160
- Format du film : 16 mm
- Nombre de projecteurs : 2
- Dimensions de l'écran : 9 × 20 m[1].

## Critique
L'attraction fut controversée. Certains passionnés du parc considèrent que PandaDroom ne serait pas conforme à l'ambiance typique qui caractérise Efteling depuis son ouverture. Ils trouvent que certaines parties du bâtiment ressemblent à un bunker ou que les matériaux ne sont pas assez nobles. Un autre reproche serait le caractère commerciale du Rêve du Panda ou l'aspect commun d'un film 3D ou même la possibilité de retrouver le film du Main show dans d'autres parcs.